# Chochół (województwo mazowieckie)
Chochół – wieś sołecka w Polsce położona w województwie mazowieckim, w powiecie mińskim, w gminie Mińsk Mazowiecki. Leży w  południowej części gminy.
Niewielka wieś na południe od Kędzieraku (za lasem). Jedyna droga asfaltowa prowadzi do Gliniaku.
W latach 1975–1998 miejscowość administracyjnie należała do województwa siedleckiego.
Wierni Kościoła rzymskokatolickiego należą do parafii Matki Boskiej Nieustającej Pomocy w Hucie Mińskiej.